# Lidija Praizovic
Lidija Praizovic,  född den 22 februari 1985 i Belgrad, är en svensk författare, dramatiker och kulturskribent. Hon har medverkat på Aftonbladets kultursida som recensent av skönlitteratur sedan 2013 samt skrivit pjäser, bland annat Mitt liv som mun, Hjärta mot hjärta, Pappas bil och Adolf, som satts upp på SR Drama och getts ut i bokform.

## Biografi
Praizovic föddes i Serbien och växte upp i en en serbisk kristen-ortodox underklassfamilj i Hägerstensåsen i Stockholm. Hon gick på författarutbildningen på Biskops-Arnö mellan 2010 och 2012.
Hon debuterade som författare 2009 med boken Spegelboken som kallades "rastlös och överenergisk" av Svenska Dagbladet.
2012 publicerade hon som elev på författarskolan Biskops-Arnö en text i tidskriften Const Literary Preview om de andra eleverna där de bland annat anklagades för att vara vit medelklass och använda sig av identiteter som bisexuell för att få uppmärksamhet, något som ledde till debatt på Dagens Nyheters kultursida och på SVT Debatt. Lyra Ekström Lindbäck menade att Praizovic inte hade rätt att skriva vad hon ville utan att hon spred "förtal, spottar på andra tjejer och hänger ut och hånar någon för dens sexuella läggning." Aftonbladets dåvarande kulturchef Åsa Linderborg försvarade istället Praizovic och menade att hon slog från ett underdogperspektiv.
Hon debuterade som dramatiker 2015 med pjäsen True Colors som sattes upp av Ung Scen/Öst.
Hennes pjäser Hjärta mot hjärta, Pappas bil och Adolf som sattes upp 2021 hyllades av Dagens Nyheters recensent som skrev "Har Lidija Praizovic alltid varit så här rolig?" medan Expressens recensent tyckte att hon undvek allvaret.